# Gran Premio di San Marino 1982
Il Gran Premio di San Marino 1982 è stata la quarta prova della stagione 1982 del Campionato mondiale di Formula 1. Si è corsa domenica 25 aprile 1982 sul Circuito Dino Ferrari di Imola. La gara è stata vinta dal francese Didier Pironi su Ferrari; per il vincitore si trattò del secondo successo nel mondiale. Ha preceduto sul traguardo il canadese Gilles Villeneuve, anch'egli su Ferrari e l'italiano Michele Alboreto su Tyrrell-Ford Cosworth. Per quest'ultimo pilota si trattò del primo podio nel mondiale di F1.

## Vigilia

### Le decisioni della FIA e il boicottaggio della FOCA
La decisione dei commissari di squalificare la vettura di Gilles Villeneuve, al termine del precedente Gran Premio di Long Beach, fece temere che la Scuderia Ferrari potesse anche abbandonare, per protesta, il mondiale di F1.

Niki Lauda, a destra nella foto, nel paddock al venerdì. L'austriaco non poté competere nel Gran Premio a causa del boicottaggio adottato dalla maggioranza delle scuderie britanniche.

Ciò, soprattutto, a causa della contemporanea mancata squalifica di quelle vetture che, utilizzando la stratagemma del rabbocco d'acqua di serbatoi appositi (effettuato a fine gara), partecipavano ai Gran Premi sotto il peso minimo. La squalifica venne duramente criticata da Fabrizio Serena, presidente della Commissione Sportiva Automobilistica Italiana, che accusò Bernie Ecclestone per il troppo potere che concentrava nelle sue mani.
Il 20 aprile il Tribunale della Federazione Internazionale dell'Automobile accolse il ricorso presentato da Ferrari e Renault in merito al Gran Premio del Brasile, squalificando Nelson Piquet (su Brabham) e Keke Rosberg (su Williams), giunti rispettivamente, primo e secondo. La sentenza, inappellabile, ribadì che il peso minimo delle monoposto non poteva scendere sotto i 580 kg, e che i rabbocchi effettuati al termine della gara non potevano essere considerati come regolari. Venne così riscritta la classifica della gara, con la vittoria che venne assegnata ad Alain Prost. Le scuderie britanniche, che avevano escogitato tale espediente per fronteggiare le vetture dotate dei più potenti motori turbo, minacciarono di non partecipare al Gran Premio di San Marino, anche se tale fronte non sembrava compatto, con la McLaren decisa a non boicottare l'evento. A ciò si aggiunse anche la richiesta, fatta dalla Federazione automobilistica francese (Fédération française du sport automobile), presieduta da Jean-Marie Balestre, presidente anche della FISA, di squalificare altre quattro vetture giunte ai primi posti del Gran Premio brasiliano, tanto da portare al secondo posto Didier Pironi.
La sentenza imponeva di rimuovere i serbatoi o, in alternativa, di presentarsi al via con i serbatoi pieni, al che il patron della Lotus, Colin Chapman, sarcasticamente fece notare che, se tale obbligo fosse stato applicato, al secondo giro tutti si sarebbero dovuti fermare a montare le gomme da bagnato.
Il giorno successivo, dopo una riunione a Londra, la FOCA, l'associazione che riuniva gli assemblatori britannici, guidata da Bernie Ecclestone, decise per il boicottaggio della gara imolese. I van delle scuderie inglesi, già presenti sul circuito romagnolo, ritornarono presso le loro sedi. Ecclestone minacciò di escludere dalla FOCA quelle scuderie che non avessero seguito l'invito a non gareggiare. Alcuni team erano però legati a sponsor italiani: per tale ragione Tyrrell e Arrows tentennarono nell'aderire alla protesta. La FOCA propose agli organizzatori di spostare la gara al 3 luglio, vista l'impossibilità di approntare delle vetture, in tempo per la gara, che potessero rispondere alle nuove direttive in merito al peso minimo delle stesse. Per l'associazione dei costruttori questa decisione comportava una modifica regolamentare, che violava il Patto della Concordia.
Per la stessa ragione vi fu la defezione anche della scuderia francese Ligier, che comunicò che non sarebbe riuscita a presentare, per tempo, delle vetture che rimanessero all'interno del limite minimo di peso. Le scuderie presenti si riducevano così a Ferrari, Renault, Osella, Alfa Romeo e Toleman, tutte spinte da motori turbo, o comunque interessate in futuro a dotarsi di un motore sovralimentato. Il regolamento non imponeva un numero minimo di vetture presenti per dare validità alla gara, ma attribuiva agli organizzatori la possibilità di cancellare l'evento se fossero state disponibili meno di 13 vetture.
Al primo giorno di prove si aggiunsero anche Tyrrell e ATS, anche se era sempre presente la possibilità che potessero abbandonare il circuito. Gli organizzatori, dal canto loro, minacciarono di sequestrare il materiale tecnico presente delle scuderie che avessero boicottato la gara.
Oltre il problema con la FOCA, la FISA venne attaccata anche dalle grandi case costruttrici (tra cui BMW, Renault Alfa Romeo e Ferrari), che inviarono una dura nota di protesta contro la volontà del presidente Balestre di modificare il regolamento tecnico già per il 1983, limitando l'uso dei motori sovralimentati, scelta che avrebbe violato il Patto della Concordia.

### Aspetti sportivi
La Tyrrell sostituì Slim Borgudd col pilota britannico Brian Henton che, sino a quel momento della stagione, aveva corso nel mondiale con l'Arrows.
I prezzi per assistere alla gara andavano dalle 11.500 lire delle curve Tosa e Rivazza, alle 100.000 per la Tribuna A, posta all'arrivo.

## Qualifiche

### Resoconto

Gilles Villeneuve durante le prove del Gran Premio

Al venerdì il più rapido fu Alain Prost su Renault (in 1'31"169), che precedette i due ferraristi Gilles Villeneuve e Didier Pironi. La Renault ruppe il propulsore su entrambe le vetture, tanto che sia Prost che Arnoux furono costretti a ottenere il loro miglior tempo utilizzando il muletto. La situazione dell'asfalto era critica, tanto che rendeva difficile per i piloti mantenere, in taluni punti, la vettura in carreggiata.
Tyrrell e ATS parteciparono anche alle prove ufficiali del sabato, che videro un buon afflusso di pubblico, pur in presenza di un ristretto numero di monoposto presenti. I tempi, rispetto al venerdì, si abbassarono e René Arnoux conquistò la pole in 1'29"675, nuovo record del tracciato. Per il francese si trattò dell'undicesima partenza al palo nel mondiale. La prima fila venne monopolizzata dalle Renault, con Prost secondo, mentre la seconda fila accolse le due Ferrari di Gilles Villeneuve e di Didier Pironi, unico a non migliorare i tempi del giorno precedente. Teo Fabi della Toleman e Riccardo Paletti dell'Osella si qualificarono per la prima volta in carriera.
Al termine delle prove, Ken Tyrrell, manager della scuderia omonima, inviò un reclamo contro le vetture dotate di motore turbo, in quanto, secondo la sua interpretazione, tali propulsori avrebbero infranto il divieto di motori a turbina. Molti videro, in questo reclamo, la volontà della FOCA, tramite un suo membro presente alla gara, di porre sub iudice lo svolgimento della stessa. Il reclamo venne respinto.

### Risultati
I risultati delle qualifiche furono i seguenti:
| Pos | Nº | Pilota             | Costruttore           | Tempo    | Griglia |
| --- | -- | ------------------ | --------------------- | -------- | ------- |
| 1   | 16 | René Arnoux        | Renault               | 1'29"765 | 1       |
| 2   | 15 | Alain Prost        | Renault               | 1'30"249 | 2       |
| 3   | 27 | Gilles Villeneuve  | Ferrari               | 1'30"717 | 3       |
| 4   | 28 | Didier Pironi      | Ferrari               | 1'32"020 | 4       |
| 5   | 3  | Michele Alboreto   | Tyrrell-Ford Cosworth | 1'33"209 | 5       |
| 6   | 23 | Bruno Giacomelli   | Alfa Romeo            | 1'33"230 | 6       |
| 7   | 22 | Andrea De Cesaris  | Alfa Romeo            | 1'33"397 | 7       |
| 8   | 35 | Derek Warwick      | Toleman-Hart          | 1'33"503 | NP      |
| 9   | 31 | Jean-Pierre Jarier | Osella-Ford Cosworth  | 1'34"336 | 9       |
| 10  | 36 | Teo Fabi           | Toleman-Hart          | 1'34"647 | 10      |
| 11  | 4  | Brian Henton       | Tyrrell-Ford Cosworth | 1'35"262 | 11      |
| 12  | 9  | Manfred Winkelhock | ATS-Ford Cosworth     | 1'35"790 | 12      |
| 13  | 32 | Riccardo Paletti   | Osella-Ford Cosworth  | 1'36"228 | 13      |
| 14  | 10 | Eliseo Salazar     | ATS-Ford Cosworth     | 1'36"434 | 14      |

## Gara

### Resoconto

Riccardo Paletti su Osella-Ford Cosworth prese il via con alcuni giri di ritardo per un problema tecnico. Fu il suo esordio in una gara valida per il mondiale di F1.

Derek Warwick non poté prendere il via per un guasto alla batteria verificatosi durante il giro di formazione, mentre Riccardo Paletti, all'esordio, fu costretto a partire dai box, con due giri di ritardo, sempre per un problema tecnico.
Alla partenza i primi quattro piloti mantennero le loro posizioni, con René Arnoux che precedeva Alain Prost e le due Ferrari. Le due vetture italiane però, già nel corso del primo giro, alla Piratella, passarono Prost. La gara di quest'ultimo terminò dopo solo sette giri, per un problema elettrico. Scalò così quarto Michele Alboreto.
Al decimo giro terminò definitivamente la gara di Paletti, mentre Andrea De Cesaris, attardatosi con una sosta ai box al giro 6, rientrò in pista, per ritirarsi un giro dopo.
Il vantaggio di Arnoux, sulle due Ferrari, si riduceva con Villeneuve che tentò, senza successo di passare il francese. In zona punti entrava, intanto, Manfred Winkelhock, che aveva passato Teo Fabi: il pilota milanese, dopo poco, fu costretto ai box per molti minuti. Al ventiduesimo passaggio Pironi passò Villeneuve, per esserne poi ripassato al giro 26. Un giro prima, nel frattempo, Bruno Giacomelli, quinto, si era ritirato col motore fuori uso.
Al giro 27 Villeneuve ebbe la meglio su Arnoux, con un sorpasso alla Rivazza; quattro giri dopo però, al Tamburello, il pilota della Renault riprese il comando della gara; ne approfittò anche Pironi, che passò nuovamente il suo compagno di scuderia, per il secondo posto. Il canadese, però, già alla Piratella, recuperò la piazza d'onore. Il giro seguente Eliseo Salazar entrò in zona punti, passando Winkelhock.

Gilles Villeneuve (col 27) e Didier Pironi (numero 28) dettero vita a un lungo duello.

Nei giri successivi continuò la lotta tra i primi tre: al giro 35 Pironi passò ancora Villeneuve, col canadese che si riportò secondo al giro 41. Intanto Salazar si era fermato ai box, facendo così rientrare tra i primi sei Winkelhock; il tedesco fu poi costretto anch'egli ai box per un problema elettrico. Al quarantacinquesimo passaggio René Arnoux fu costretto ad abbandonare la gara, con il motore fumante. Ora la classifica vedeva, con ampio margine, al comando le due Ferrari, seguite da Michele Alboreto, Jean-Pierre Jarier, Eliseo Salazar e Manfred Winkelhock.
Un giro dopo, approfittando del fatto che Gilles Villeneuve stava seguendo correttamente il logico ordine dei box (cartello "SLOW") di rallentare (visto che, uscite le Renault, nessun concorrente era in grado di insidiare le due Ferrari) Didier Pironi prese il comando della gara e incominciò a "tirare" mettendo anche inutilmente a rischio l'affidabilità delle vetture. Il cronologico dimostra che, uscite le Renault, quando Gilles era in testa girava almeno un secondo più lento del solito, mentre quando era in testa Didier tirava a tempi record (per lui, visto che quel fine settimana - come quasi sempre, del resto - Gilles è sempre stato più veloce di lui arrivando a rifilargli 1,3" secondi in qualifica). La lotta fra i due proseguì, così che al giro 49 il canadese, con un'azione alla Tosa, ritornò a condurre. Dai box della scuderia italiana fu esposto di nuovo il cartello "SLOW", che di fatto imponeva ai piloti di preservare le vetture. Gilles fu l'unico però a seguirlo, tanto che Pironi, al giro 52, superò ancora Villeneuve, che, a sua volta, cercò di insidiare ancora il francese, fino all'arrivo. A un giro dal termine, sempre alla Tosa, Gilles Villeneuve riprese a condurre, ma all'ultimo giro, Pironi, giunto al Tamburello, si portò all'esterno di Villeneuve, per passarlo nella curva seguente.
Didier Pironi vinse così per la prima volta con la Ferrari, la seconda in carriera nel mondiale di F1. Terzo giunse Michele Alboreto, al suo primo podio iridato, quarto Jean-Pierre Jarier, che conquistò così i primi punti in F1 e la miglior prestazione della storia dell'Osella. Manfred Winkelhock, giunto sesto, venne squalificato per sottopeso (dovuto all'asportazione durante una sosta ai box del cofano motore), mentre Teo Fabi non venne classificato in quanto aveva coperto meno del 90% della distanza del vincitore. Il punto per il sesto classificato non venne perciò assegnato.

### Risultati
I risultati del Gran Premio furono i seguenti:
| Pos | No | Piloti             | Team                  | Giri | Tempo/Ritiro                        | Pos.Griglia | Punti |
| --- | -- | ------------------ | --------------------- | ---- | ----------------------------------- | ----------- | ----- |
| 1   | 28 | Didier Pironi      | Ferrari               | 60   | 1h36'38"887                         | 4           | 9     |
| 2   | 27 | Gilles Villeneuve  | Ferrari               | 60   | + 0"366                             | 3           | 6     |
| 3   | 3  | Michele Alboreto   | Tyrrell-Ford Cosworth | 60   | + 1'07"684                          | 5           | 4     |
| 4   | 31 | Jean-Pierre Jarier | Osella-Ford Cosworth  | 59   | + 1 giro                            | 9           | 3     |
| 5   | 10 | Eliseo Salazar     | ATS-Ford Cosworth     | 57   | + 3 giri                            | 14          | 2     |
| SQ  | 9  | Manfred Winkelhock | ATS-Ford Cosworth     | 54   | Squalificato per vettura irregolare | 12          |       |
| NC  | 36 | Teo Fabi           | Toleman-Hart          | 52   | Non classificato                    | 10          |       |
| Rit | 16 | René Arnoux        | Renault               | 44   | Turbo                               | 1           |       |
| Rit | 23 | Bruno Giacomelli   | Alfa Romeo            | 24   | Motore                              | 6           |       |
| Rit | 32 | Riccardo Paletti   | Osella-Ford Cosworth  | 7    | Sospensioni                         | 13          |       |
| Rit | 15 | Alain Prost        | Renault               | 6    | Motore                              | 2           |       |
| Rit | 22 | Andrea De Cesaris  | Alfa Romeo            | 4    | Impianto elettrico                  | 7           |       |
| Rit | 4  | Brian Henton       | Tyrrell-Ford Cosworth | 0    | Trasmissione                        | 11          |       |
| NP  | 35 | Derek Warwick      | Toleman-Hart          | 0    | Impianto elettrico                  | 8           |       |

## Classifiche

### Piloti
| Pos. | Pilota             | Punti |
| ---- | ------------------ | ----- |
| 1    | Alain Prost        | 18    |
| 2    | Niki Lauda         | 12    |
| 3    | Didier Pironi      | 10    |
| 4    | Michele Alboreto   | 10    |
| 5    | Keke Rosberg       | 8     |
| 6    | John Watson        | 8     |
| 7    | Carlos Reutemann   | 6     |
| =    | Gilles Villeneuve  | 6     |
| 9    | René Arnoux        | 4     |
| =    | Nigel Mansell      | 4     |
| =    | Riccardo Patrese   | 4     |
| 12   | Jean-Pierre Jarier | 3     |
| 13   | Manfred Winkelhock | 2     |
| =    | Elio De Angelis    | 2     |
| =    | Eliseo Salazar     | 2     |

### Costruttori
| Pos. | Team                   | Punti |
| ---- | ---------------------- | ----- |
| 1    | Renault                | 22    |
| 2    | McLaren-Ford Cosworth  | 20    |
| 3    | Ferrari                | 16    |
| 4    | Williams-Ford Cosworth | 14    |
| 5    | Tyrrell-Ford Cosworth  | 10    |
| 6    | Lotus-Ford Cosworth    | 6     |
| 7    | Brabham-Ford Cosworth  | 4     |
| 8    | ATS-Ford Cosworth      | 4     |
| 9    | Osella-Ford Cosworth   | 3     |

## Decisioni della FIA
Al termine della gara l'ATS di Manfred Winkelhock venne trovata di due chili sotto il minimo consentito; il pilota, classificato sesto, anche se non giunto al traguardo, venne così squalificato. Il punto iridato per il sesto posto non venne assegnato, in quanto il pilota subito seguente in classifica, Teo Fabi, non era stato classificato, avendo coperto meno del 90% della distanza.

## Polemiche dopo la gara

Didier Pironi festeggia sul podio, al termine della gara; in secondo piano, uno sconsolato Gilles Villeneuve: il canadese criticò pesantemente il suo compagno di scuderia per il comportamento tenuto in gara.

Gilles Villeneuve dopo il giro d'onore, si diresse al motorhome della Ferrari e apostrofò violentemente, a detta di molti presenti, il direttore sportivo Marco Piccinini (il canadese esclamò: "E ora cercatevi un altro pilota!") che invece non trovò nulla di insolito o di scandaloso nella vittoria di Didier Pironi.
Villeneuve quindi salì controvoglia sul podio, solo per non fare un torto alle autorità sammarinesi e ritirare il piatto destinato al secondo classificato, ma mostrando una grande contrarietà. Nel dopogara il canadese ebbe un turbolento colloquio con Pironi, durante il quale lo accusò di avergli rubato la vittoria e di essere un falso amico, giurandogli che non gli avrebbe mai più rivolto la parola.
Villeneuve commentò con la stampa:
Didier Pironi ribatté che lui non era una seconda guida e che il suo comportamento era stato corretto, visti anche i problemi che la vettura di Villeneuve presentava. Il francese era anche sicuro che presto i rapporti col canadese si sarebbero tranquillizzati. Enzo Ferrari, un paio di giorni dopo la gara, con un comunicato, stigmatizzò il comportamento di Pironi, ed espresse la sua comprensione per lo sfogo di Gilles Villeneuve.
Nella settimana successiva, Villeneuve, accompagnato dall'ex ferrarista Jody Scheckter, si recò a Maranello per incontrare Enzo Ferrari in persona, sperando di trovare in lui quell'appoggio che Piccinini non gli ha manifestato ad Imola. Come ricordato dall'addetto stampa Ferrari di allora, Franco Gozzi, in realtà a Ferrari interessava che le sue macchine avessero portato a casa una doppietta e non gli interessava sindacare sull'ordine di arrivo. Bene Villeneuve, bene Pironi, purché vincesse la Ferrari. Dopo ciò cominciarono a intensificarsi le voci sul passaggio di Villeneuve in Williams al termine della stagione.